# 桂作蔵
桂 作蔵（作藏、かつら さくぞう、1902年（明治35年）1月23日 ‐ 1968年（昭和43年）7月31日） は、大正後期から昭和期の農業技術者、政治家。衆議院議員、愛媛県北宇和郡旭村長、同郡近永町長。

## 経歴
愛媛県北宇和郡旭村奈良（近永町、広見町を経て現鬼北町）で、桂賢蔵の長男として生まれた。1920年（大正9年）愛媛県立松山農業学校（現愛媛大学附属高等学校）を卒業。
小学校代用教員、農会技術員を務めた。1924年（大正13年）北宇和郡に農村青年党を結成し政治活動を開始。1928年（昭和3年）7月、旭村助役、1932年（昭和7年）7月、旭村長に就任し3期在任。1941年（昭和16年）11月、旭村が町制施行し近永町となり初代町長に就任し終戦まで在任。また1931年（昭和6年）9月、愛媛県会議員に選出され、1946年（昭和21年）4月まで3期在任し、1943年（昭和18年）12月から1944年（昭和19年）1月まで副議長となり、参事会員も務めた。
戦後、1946年4月の第22回衆議院議員総選挙に愛媛県全県区から日本進歩党公認で出馬して当選し、その後、民主党に所属して衆議院議員に1期在任した。この間、第1次吉田内閣・内務参与官などを務めた。1947年（昭和22年）4月の第23回総選挙には立候補せず政界を引退。また、公職追放となった。
その他、宇和支庁参与委員、愛媛県農業会指導部長、日本蚕糸業会代議員、南予運送副社長、愛媛県地方木材業 (株) 監事なども務めた。